# Кумові
Кумові — ряд ракоподібних класу Вищі ракоподібні (Malacostraca). Це переважно морські, інколи солонуватоводні, ракоподібні, що поширені у всіх морях.

## Опис
Відрізняються характерним зовнішнім виглядом: передня частина — головогрудь, дуже збільшена, різко відмежована від хвостоподібного рухливого черевця. Головогрудий щит вкриває 3-6 перших грудних сегменти. Передній край щита висунутий далеко вперед. Для дихання використовуються зябра, що є придатком першої пари грудних кінцівок. Очі сидячі, переважно злиті в одне непарне око, інколи очі редуковані. Черевце складається з  6 сегментів. Хвостова пластинка (тельсон) у представників одних родин повністю злилась із останнім сегментом черевця, а в інших досить чудово розвинута та рухлива. 3 перших пари кінцівок виконують роль ногощелеп, 5 задніх пар служать для руху.

## Спосіб життя
Кумові — донні тварини, мешкають на мулистому дні, часто зариваються у ґрунт, у  товщу води вони піднімаються лише у шлюбний період. Плавають за допомогою різких згинальних рухів черевця. Живляться детритом. Деякі види зустрічаються у великих кількостях і мають суттєве значення для живлення промислових риб (тріска, камбала, осетрові тощо).

## Розмноження
Кумові раки роздільностатеві. Самці відрізняються від самиць наявністю довгих вусиків та черевних ніг, формою та скульптурою панцира. Яйця самиця відкладає у виводкову камеру, що утворена пластинками, які розміщені на нижній стороні вільних грудних сегментів. Розвиток прямий, із яєць виходить молодь, яка мало відрізняється від дорослих.

## Класифікація
Ряд містить 8 родин, 141 рід та 1,523 види:
- Bodotriidae Scott, 1901 (379 видів у 36 родах)
- Ceratocumatidae Calman, 1905 (10 видів у 2 родах)
- Diastylidae Bate, 1856 (318 видів у 22 родах)
- Gynodiastylidae Stebbing, 1912 (106 видів у 12 родах)
- Lampropidae G. O. Sars, 1878 (114 видів у 15 родах)
- Leuconidae Sars, 1878 (139 видів у 16 родах)
- Nannastacidae Bate, 1866 (426 видів у 25 родах)
- Pseudocumatidae Sars, 1878 (30 видів у 12 родах)